# شلی-ان براون
شلی-ان براون (انگلیسی: Shelley-Ann Brown؛ زادهٔ ۱۵ مارس ۱۹۸۰) ورزشکار بابسلد اهل کانادا است.
وی در مسابقات کشوری و بین‌المللی در مجموع برندهٔ ۱ مدال نقره شده‌است.